# Zoutelande

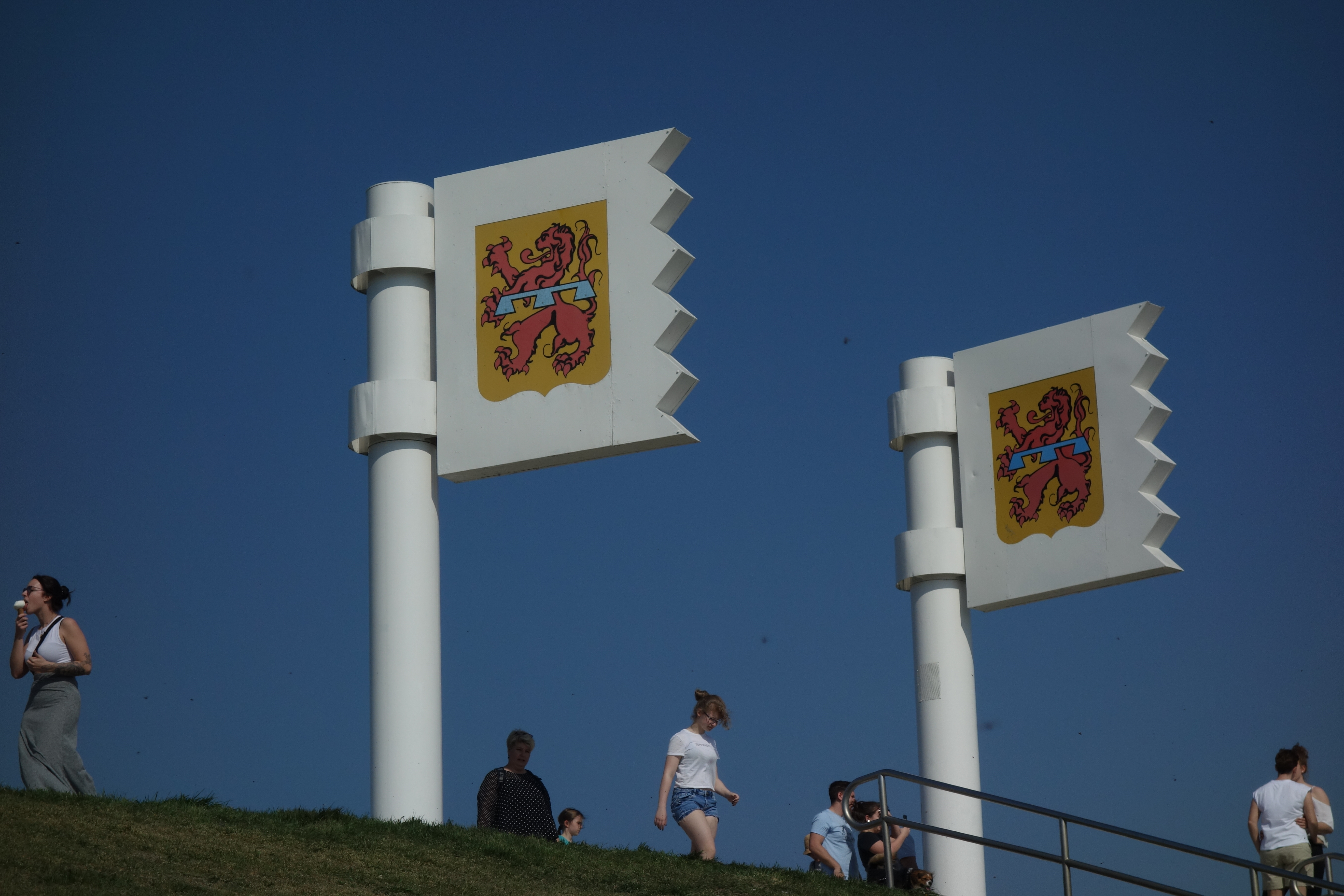
Insegne con le stemma di Zoutelande

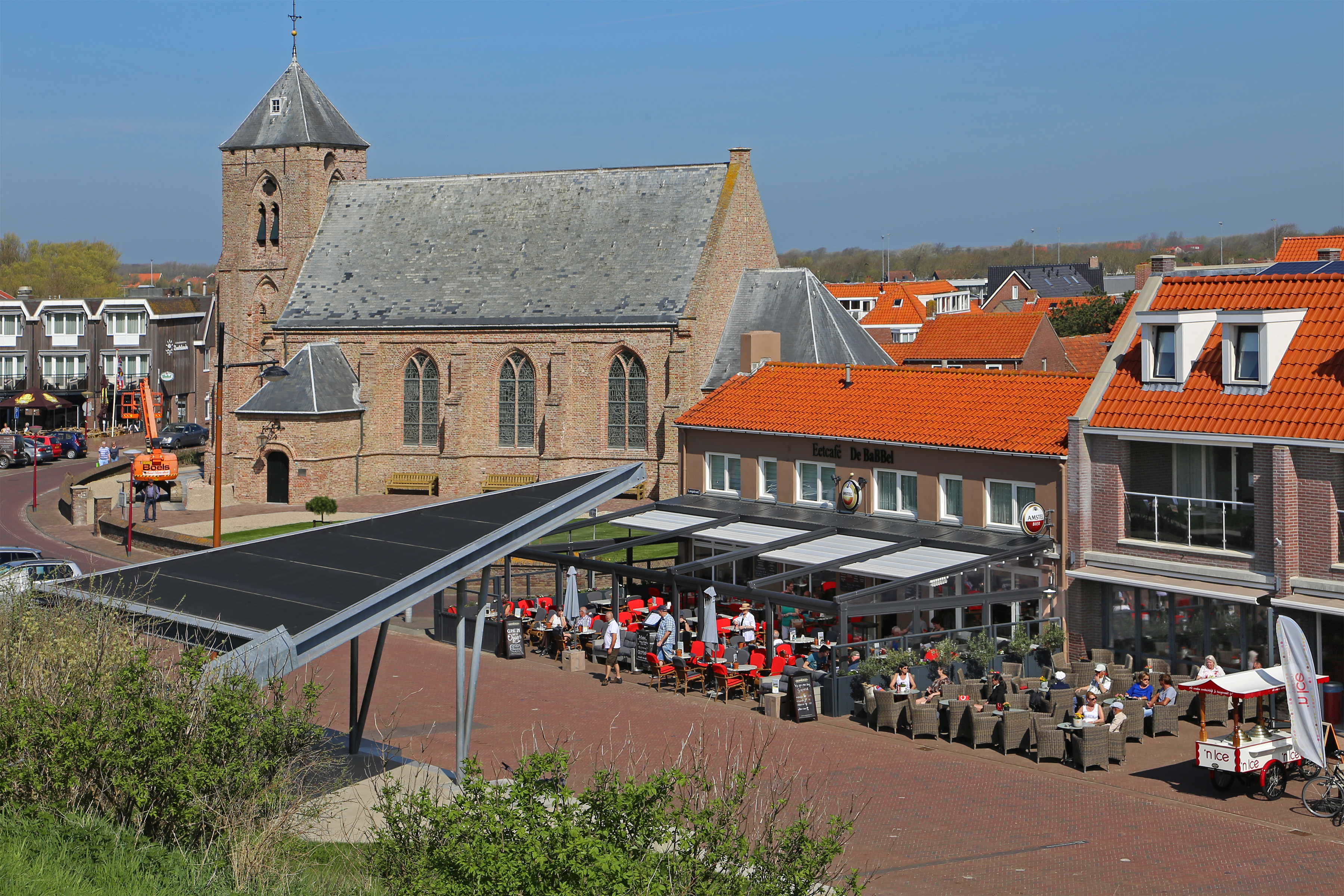
Zoutelande: la chiesa di Santa Caterina

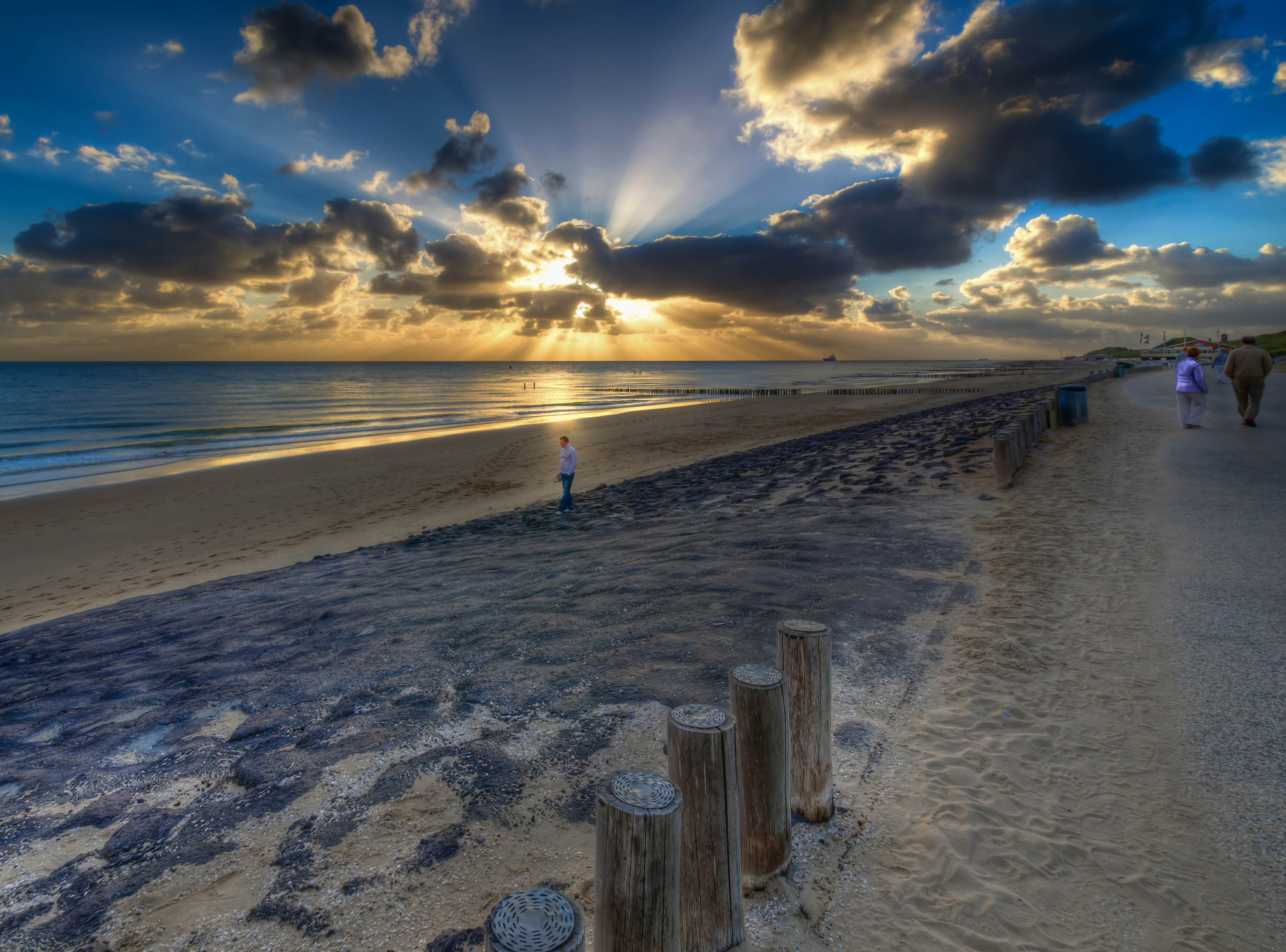
Spiaggia di Zoutelande

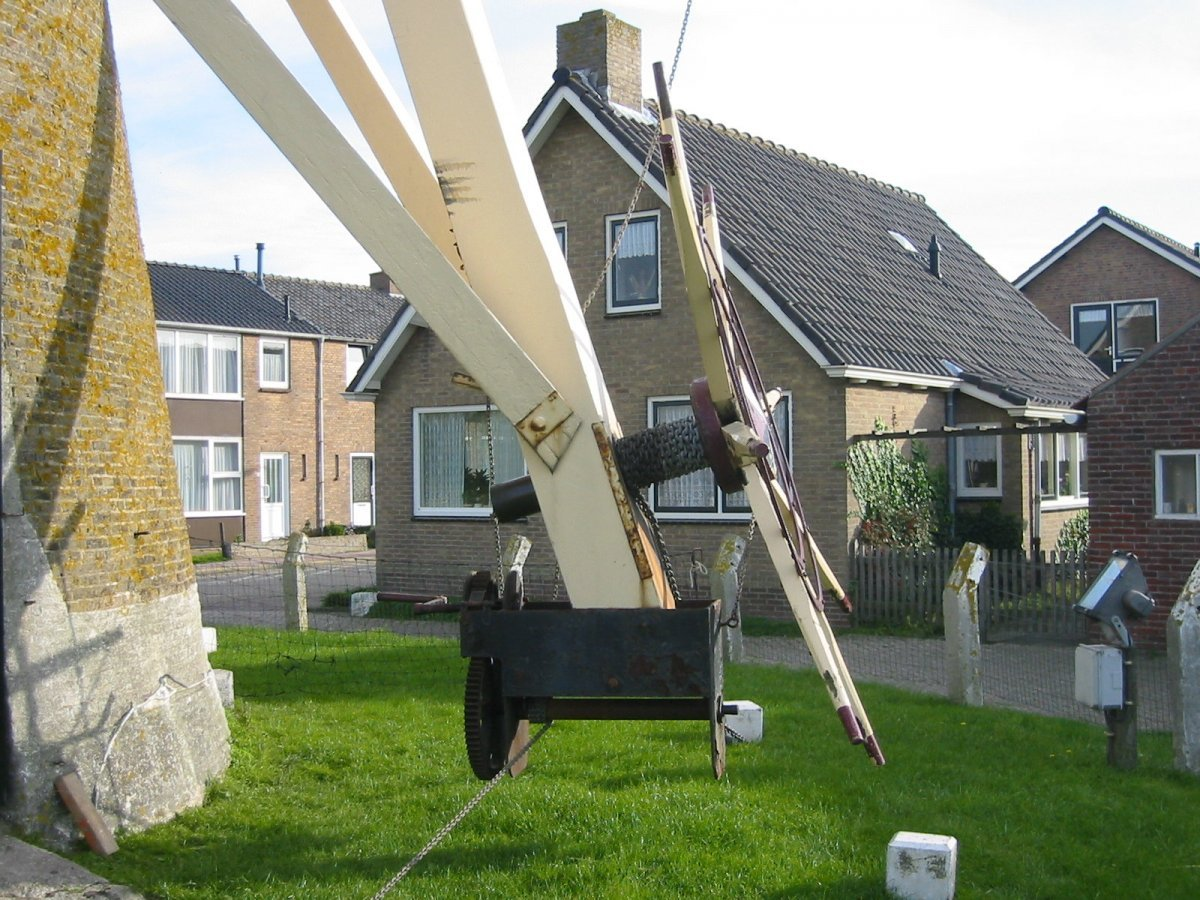
Particolare del mulino di Zoutelande

Zoutelande  (Zoetlande o Zóetelande in zelandese) è una località balneare sul Mare del Nord del sud-ovest dei Paesi Bassi, facente parte della provincia della Zelanda (Zeeland) e situata nell'ex-isola di Walcheren. Ex-comune (dal 1966 accorpato alla municipalità di Valkenisse, comune a sua volta accorpato nel 1997 alla municipalità di Veere), conta una popolazione di circa 1 600 abitanti.

## Geografia fisica
Zoutelande si trova a nord di Flessinga e a nord-ovest di Middelburg, tra le località di Westkapelle (che rappresenta l'estremità più occidentale della penisola di Walcheren) e di Koudekerke (rispettivamente a sud della prima e a nord-ovest della seconda).
Il territorio di Zoutelande occupa un'area di 7,55 km², di cui 0,03 km² sono costituiti da acqua.

## Origini del nome
Il toponimo Zoutelande/Zoetelande, attestato anticamente come Soutenlande (1256), Zoutelanden (1343) e nella forma latina Salsa terra (1396), è formato dal termini zout, "sale", e land, "terra", con riferimento alla posizione del villaggio all'esterno di una diga e quindi di fronte a uno specchio d'acqua salato e non dolce.

## Storia

### Dalle origini ai giorni nostri
Nel corso del VII secolo, il villaggio venne visitato da san Villibrordo durante la sua missione di cristianizzazione della popolazione locale.
Zoutelande divenne una stazione balneare a partire dalla prima metà del XX secolo in gran parte grazie all'iniziativa del sindaco Kodde.
Nel 2013, Zoutelande è stata votata dagli olandesi come la migliore stazione balneare dei Paesi Bassi.

### Simboli
Nello stemma di Zoutelande è raffigurato un leone: questo stemma, attestato sin dal XVII secolo e introdotto come stemma comunale nel 1817, è derivato probabilmente dallo stemma reale dei Paesi Bassi, dato che i signori di Zoutelande erano imparentati con la corona.

## Monumenti e luoghi d'interesse
Zoutenlande vanta 7 edifici classificati come rijksmonument.

### Architetture religiose

#### Chiesa di Santa Caterina
Principale edificio religioso di Zoutelande è la chiesa di Santa Caterina, situata lungo la Willibrordusplein, venne fondata intorno al 1270, ma fu realizzata in gran parte tra il XIV e agli inizi del XV secolo e poi sensibilmente restaurata nel 1735.

### Architetture civili

#### Mulino di Zoutelande
Altro edificio d'interesse è il mulino di Zoutelande (Zoutelandse Molen), un mulino a vento risalente al 1722.

#### Faro De Sergeant
Altro edificio d'interesse è il faro "De Sergeant": realizzato nel 1951, ha un'altezza di circa 12 metri.

#### Copia del pozzo di San Villibrordo
Altro edificio d'interesse è il pozzo dedicato a San Villibrordo, copia del pozzo originale realizzato nel XVI secolo nel luogo in cui il santo avrebbe inciso una croce e andato in seguito perduto in seguito alla costruzione di una diga nel 1958.

### Aree naturali
Zoutelande ha una spiaggia della lunghezza di circa 5 km insignita della bandiera blu, che ha valso al luogo l'appellattivo di Zeeuwse Riviera, ovvero "Riviera zelandese".
L'area è inoltre circondata da dune, la più alta delle quali raggiunge un'altitudine di 54 m s.l.m.

## Società

### Evoluzione demografica
Al censimento del 2022, Zoutelande contava una popolazione pari a 1652 unità.
La popolazione al di sotto dei 16 anni era pari a 190 unità, mentre la popolazione dai 65 anni in su era pari a 345 unità.
La località ha conosciuto un lieve decremento demografico, rispetto alle rilevazioni dei due anni precedenti, quando contava 1 658 abitanti. Precedentemente ha conosciuto un progressivo incremento demografico a partire dal 2014, quando contava 1 478 abitanti.

## Cultura

### Media
Alla località di Zoutelande è stato dedicato il singolo discografico omonimo, inciso nel 2017 dal gruppo musicale olandese BLØF insieme alla cantante belga Geike Arnaert come cover del brano Frankfurt Oder dei Bosse.

## Geografia antropica

### Suddivisioni amministrative
buurtschappen
- Boudewijnskerke
- Sint Janskerke
- Snabbeldorp
- Werendijke

## Sport
La località è dotata di una campo da golf, "De Goese Golf".